# Goble-Park-Stadion
Das Goble-Park-Stadion ist ein Stadion in Bethlehem, Südafrika. Es ist das Heimstadion der Free State Stars und hat eine Kapazität von 20.000 Plätzen.